# Friends: The One with All the Trivia
Friends: The One with All the Trivia é um videojogo de trivia lançado em 2005, baseado na série homónima Friends. Foi desenvolvido pela Artech Studios e publicado pela Warner Bros. Interactive Entertainment para as consolas PlayStation 2 e para Windows.

## Jogabilidade
O jogo de perguntas é apresentado por Maggie Wheeler (Janice), James Michael Tyler (Gunther), Elliott Gould (Jack Geller) e Christina Pickles (Judy Geller), contando com mais de 3000 questões sobre a série. O jogo contém 700 clipes de episódios, excertos áudio, música original e risos do público.

## Lançamento
O jogo foi lançado a 21 de novembro de 2005, surgindo como um complemento ao lançamento, três semanas antes, da coleção em DVD da série completa pela Warner Home Video ("The One With All Ten Seasons").

## Recepção
Ace Game disse que o jogo seria um ótimo jogo de grupo para os fãs de Friends. Cheat CC achou que o jogo tinha um aspeto barato. Jogos notou que embora seja um lançamento de baixo orçamento, a qualidade do jogo é mais baixa que o esperado. 7Wolf disse que o jogo seria "absolutamente inútil" para qualquer jogador que não tivesse visto Friends. Gamezone criticou os gráficos pixelados do jogo e os apresentadores "irritantes". Gamekult também criticou os gráficos, dizendo que eram de fraca qualidade. IGN disse que os gráficos front-end do jogo pareciam ter sido feitos em Flash. Jeuxvideo sentiu que as perguntas eram ou muito difíceis ou muito fáceis. 20 Minutes conclui que a jogabilidade era muito básica.